# De ballade van de zilte zee
De ballade van de zilte zee is het eerste stripalbum dat Hugo Pratt maakte over Corto Maltese. Hij verkreeg hierdoor  internationale bekendheid. La ballade de la mer salée verscheen voor het eerst in 1967 in het Italiaanse maandblad Sgt. Kirk  en werd in 1979 uitgebracht in het Nederlandse taalgebied door uitgeverij Casterman. 

## Het verhaal
Het verhaal speelt zich voornamelijk af op zee bij de Fiji-eilanden, even voordat de Eerste Wereldoorlog is begonnen. Diverse kleurrijke figuren passeren de revue: soldaten, avonturiers, piraten (Raspoetin en de Monnik), en allemaal hebben ze een min of meer gelijkwaardig belang. In het verhaal speelt Corto Maltese een centrale rol, maar niet de hoofdrol. In het begin komt hij aandrijven vastgebonden op een vlot door zijn muitende bemanning, een kapitein zonder schip.